# کتابخانه عمومی کلیولند

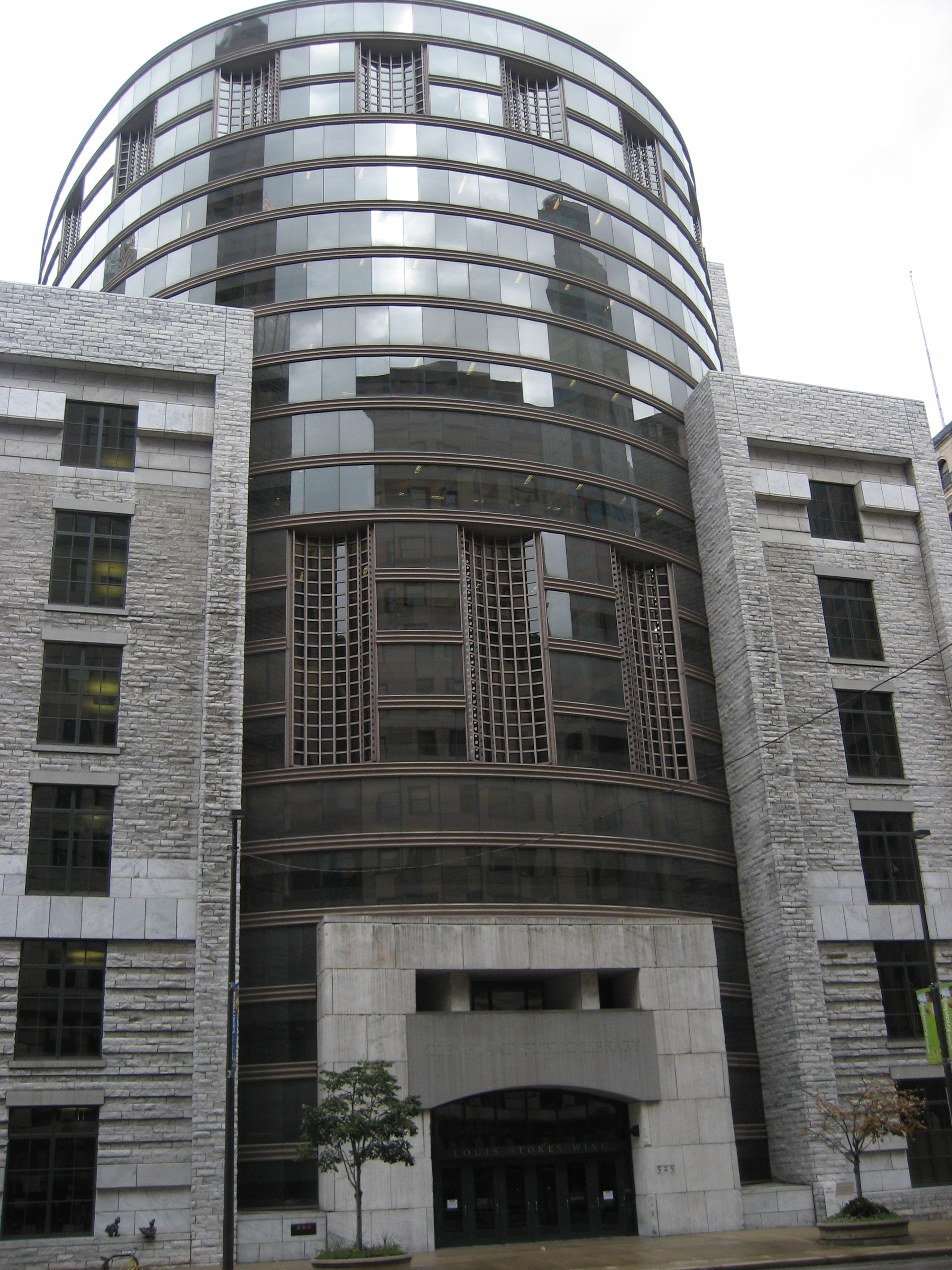

کتابخانه عمومی کلیولند (به انگلیسی: Cleveland Public Library) تأسیس ۱۸۶۹ نام یک سامانه کتابخانه‌ای بزرگ در ایالات متحده آمریکا است. این مؤسسه در کلیولند قرار دارد.
سیستم کتابخانه این مؤسسه با بیش از ۴٬۶۳۵٬۸۱۹ عنوان کتاب در زمره بزرگ‌ترین مراکز کتابخانه‌ای کشور آمریکا محسوب می‌شود.